# Championnats d'Amérique centrale de cyclisme sur route
Les Championnats d'Amérique centrale de cyclisme sur route sont les championnats régionaux de cyclisme sur route pour les pays d'Amérique centrale, à savoir le Guatemala, le Honduras, le Salvador, le Nicaragua, le Costa Rica et le Panama. 
Une première édition a lieu en 2011 à Opico au Salvador,. Après huit ans sans compétition, les championnats sont à nouveau organisés depuis 2019.

## Éditions
| Année | Édition | Ville hôte     | Pays hôte  | Dates               |
| ----- | ------- | -------------- | ---------- | ------------------- |
| 2011  | 1re     | Opico          | Salvador   | Le 10 juillet       |
| 2019  | 2e      | Managua        | Nicaragua  | Du 13 au 14 avril   |
| 2020  | 3e      | David          | Panama     | Le 21 novembre      |
| 2021  | 4e      | Cuscatlán      | Salvador   | Du 3 au 5 septembre |
| 2022  | 5e      | Pérez Zeledón  | Costa Rica | Du 14 au 16 octobre |
| 2023  | 6e      | Panama         | Panama     | Du 13 au 16 avril   |
| 2024  | 7e      | San Sebastian  | Honduras   | Du 6 au 9 juin      |
| 2025  | 8e      | Quetzaltenango | Guatemala  | Du 11 au 13 avril   |

## Palmarès Hommes Élites

### Course en ligne[5]
| Année     | Or                 | Argent             | Bronze             |
| --------- | ------------------ | ------------------ | ------------------ |
| 2011      | Manuel Rodas       | Alder Torres       | Walter Escobar     |
| 2012-2018 | Pas de compétition | Pas de compétition | Pas de compétition |
| 2019      | Manuel Rodas       | Julio Padilla      | Luis López         |
| 2020      | Alex Strah         | Franklin Archibold | Dorian Monterroso  |
| 2021      | Christofer Jurado  | Dorian Monterroso  | Yelko Gómez        |
| 2022      | Gabriel Rojas      | Rony Julajuj       | Fredy Toc          |
| 2023      | Christofer Jurado  | Gabriel Rojas      | Alder Torres       |
| 2024      | Franklin Archibold | Daniel Bonilla     | Bredio Ruiz        |
| 2025      | Franklin Archibold | Sergio Chumil      | Daniel Bonilla     |

### Contre-la-montre[6]
| Année     | Or                 | Argent             | Bronze             |
| --------- | ------------------ | ------------------ | ------------------ |
| 2011      | Manuel Rodas       | José Orellana      | Luis Santizo       |
| 2012-2018 | Pas de compétition | Pas de compétition | Pas de compétition |
| 2019      | Manuel Rodas       | Christofer Jurado  | Brayan Ríos        |
| 2020      | Christofer Jurado  | Franklin Archibold | Manuel Rodas       |
| 2021      | Franklin Archibold | Christofer Jurado  | Manuel Rodas       |
| 2022      | Franklin Archibold | Dylan Jiménez      | Christofer Jurado  |
| 2023      | Christofer Jurado  | Manuel Rodas       | Gabriel Rojas      |
| 2024      | Franklin Archibold | Christofer Jurado  | Sergio Arias       |
| 2025      | Manuel Rodas       | Franklin Archibold | Donovan Ramírez    |

### Contre-la-montre par équipes
| Année | Or | Argent | Bronze |
| ----- | --- | --- | --- |
| 2024  | Panama- Christofer Jurado - Franklin Archibold - Sandi Guerra - Bredio Ruiz - Randish Lorenzo - Alex Strah    | Guatemala- Rony Julajuj - Dorian Monterroso - Manuel Rodas - Sergio Chumil - Julio Padilla - Gerson Toc    | Costa Rica- Daniel Bonilla - Sergio Arias - Bryan Jiménez - Gabriel Pacheco - Josué Salas                            |
| 2025  | Costa Rica- Donovan Ramírez - Joseph Ramírez - Daniel Bonilla - Gabriel Pacheco - Josué Salas - Gabriel Rojas | Guatemala- Sergio Chumil - Mardoqueo Vásquez - Dorian Monterroso - Rony Julajuj - Edwin Sam - Manuel Rodas | Panama- Christofer Jurado - Michael Caballero - Randish Lorenzo - Alex Strah - Bolívar Espinosa - Franklin Archibold |

## Palmarès Femmes Élites

### Course en ligne[7]
| Année | Or                     | Argent                 | Bronze                  |
| ----- | ---------------------- | ---------------------- | ----------------------- |
| 2019  | María José Vargas      | Natalia Navarro Cerdas | Marcela Rubiano Caceres |
| 2020  | Milagro Mena           | María José Vargas      | Marcela Rubiano Caceres |
| 2021  | Milagro Mena           | María José Vargas      | Evelyn García           |
| 2022  | Milagro Mena           | Sauking Shi            | Yendry Quesada          |
| 2023  | María Fernanda Sánchez | Paula Guillén Rivera   | Milagro Mena            |
| 2024  | Gabriela Soto          | Wendy Ducreux          | Cynthia Eugenia Lee     |
| 2025  | Gabriela Soto          | Wendy Ducreux          | Milagro Mena            |

### Contre-la-montre[8]
| Année | Or                     | Argent                   | Bronze                 |
| ----- | ---------------------- | ------------------------ | ---------------------- |
| 2019  | Natalia Navarro Cerdas | Jennifer Morales Milanes | María José Vargas      |
| 2020  | Maria José Silva       | Gabriela Soto            | Annibel Prieto         |
| 2021  | Evelyn García          | Milagro Mena             | Jennifer Morales       |
| 2022  | Milagro Mena           | Wendy Ducreux            | María Fernanda Sánchez |
| 2023  | Wendy Ducreux          | Annibel Prieto           | María Fernanda Sánchez |
| 2024  | Annibel Prieto         | Gabriela Soto            | Wendy Ducreux          |
| 2025  | Gabriela Soto          | Milagro Mena             | Wendy Ducreux          |

### Contre-la-montre par équipes
| Année | Or | Argent | Bronze                                                                                         |
| ----- | --- | --- | ---------------------------------------------------------------------------------------------- |
| 2024  | Guatemala- Cynthia Lee - Bridggett Rodriguez - Ashley Méndez - Gabriela Soto                           | Costa Rica- Alondra Granados - Sofia Quiros - Diandra Ramírez - María Fernanda Sánchez                      | Panama- Iris De Leon - Maraya Lopez - Annibel Prieto - Wendy Ducreux                           |
| 2025  | Guatemala- Cynthia Lee - Fátima Leonardo - Ashley Méndez - Nadia Pivaral - Jazmin Puac - Gabriela Soto | Costa Rica- Krissia Araya - Marisol Garcia - Milagro Mena - Yendry Quesada - Sofia Quiros - Diandra Ramírez | Panama- Naomy Atencio - Wendy Ducreux - Viannette Herrera - Maraya Lopez - Abigail Itzel Moran |

## Palmarès Hommes Espoirs

### Course en ligne[9],[10]
| Année | Or            | Argent          | Bronze            |
| ----- | ------------- | --------------- | ----------------- |
| 2022  | Gabriel Rojas | Sergio González | Dylan Jiménez     |
| 2023  | Bredio Ruiz   | Josué Salas     | Brandon Rodríguez |
| 2024  | Kenny Chaves  | Jyven Gonzalez  | Emanuel Castro    |
| 2025  | Melvin Torres | Eli Sisimith    | Michael Caballero |

### Contre-la-montre[11],[12]
| Année | Or              | Argent          | Bronze             |
| ----- | --------------- | --------------- | ------------------ |
| 2022  | Dylan Jiménez   | Gabriel Rojas   | Roberto Herrera    |
| 2023  | Donovan Ramírez | Dylan Jiménez   | Roberto Herrera    |
| 2024  | Donovan Ramírez | Gabriel Pacheco | Hassan Felipe Chan |
| 2025  | Eli Sisimith    | Héctor Menéndez | Dario Rabinal      |

## Palmarès Femmes Espoirs

### Course en ligne[13]
| Année | Or             | Argent          | Bronze         |
| ----- | -------------- | --------------- | -------------- |
| 2022  | Yendry Quesada | Diandra Ramírez | Linda Menendez |
| 2025  | Yendry Quesada | Diandra Ramírez | Marisol Garcia |

### Contre-la-montre[14]
| Année | Or              | Argent          | Bronze         |
| ----- | --------------- | --------------- | -------------- |
| 2022  | Diandra Ramírez | Yendry Quesada  | Linda Menendez |
| 2025  | Sofia Quiros    | Diandra Ramírez | Jazmin Puac    |

## Tableau des médailles
après l'édition 2025
| Rang | Nation     | Or | Argent | Bronze | Total |
| ---- | ---------- | -- | ------ | ------ | ----- |
| 1    | Costa Rica | 18 | 19     | 17     | 54    |
| 2    | Panama     | 14 | 10     | 13     | 37    |
| 3    | Guatemala  | 12 | 14     | 10     | 36    |
| 4    | Salvador   | 1  | 1      | 2      | 4     |
| 5    | Nicaragua  | 1  | 0      | 0      | 1     |
| 6    | Honduras   | 0  | 2      | 3      | 5     |
| 7    | Belize     | 0  | 1      | 0      | 1     |